# مرکز تجارت جهانی (۱۹۷۳–۲۰۰۱)
مرکز تجارت جهانی (به انگلیسی: World Trade Center) که گاهی برج‌های دوقلو نامیده می‌شوند، مجموعهٔ ۷ ساختمان در منطقه منهتن در نیویورک در ایالات متحده آمریکا بود که توسط معمار ژاپنی-آمریکایی مینورو یاماساکی طراحی شده بود. در حملات ۱۱ سپتامبر ۲۰۰۱، ساختمان شماره ۱، ساختمان شماره ۲ و ساختمان شماره ۷ فرو ریخت. پس از وقوع این حملات به این مرکز، «منطقهٔ صفر» گفته می شود.

## تاریخچه
ساختن ساختمان مرکز تجارت جهانی در سال ۱۹۶۶ آغاز شد و در سال ۱۹۷۷ ساختن هر دو برج آن به پایان رسید، این دو برج تا پیش از ساخت برج ویلیس در شیکاگو بلندترین ساختمان‌های جهان بودند.
این مرکز علاوه بر دفاتر متعدد، شامل یک هتل، مرکز اطلاعات، پارکینگ‌های چند طبقه با دو هزار جایگاه پارک و یک میدان بزرگ نیز بود. در قسمت زیرین این بنا ورودی تونل خط آهن به شهر نیوجرسی و همچنین ایستگاه‌های سه خط مترو قرار دارد. در مجموع ۴۳۰ شرکت این بنا را اجاره کرده و در آن مستقر بودند. در داخل ساختمان همچنین مراکز اداری ضروری و حساس شهر نیویورک مانند ادارات بندرگاه دو شهر مجاور نیویورک و نیوجرسی نیز قرار داشت که علاوه بر این خیابان‌های روگذر پل، تونل‌های منتهی به منطقهٔ منهتن و همچنین فرودگاه‌های اطراف را نیز کنترل می‌کنند.
در ۴ آوریل ۱۹۷۳ مجموعهٔ هر دو برج و ساختمان میانی آن‌ها افتتاح شد. 
پیش‌تر در ۲۶ فوریهٔ سال ۱۹۹۳ طی یک حملهٔ تروریستی به مرکز تجارت جهانی شش نفر کشته و بیش از ۱۰۰۰ نفر زخمی شده بودند. در این مورد یک کامیون کوچک حامل حدود ۵۰۰ کیلوگرم مواد منفجره، در گاراژ زیرزمینی ساختمان جای گرفته و محمولهٔ آن منفجر شده بود. این انفجار، گودالی به قطر ۳۰ متر ایجاد و ۳ طبقه را در زیر ساختمان تخریب کرد. خطوط مترو و راه‌آهنی که از زیر این برج عبور می‌کردند نیز آسیب دیدند.
دو هواپیمایی که در ۱۱ سپتامبر به برج‌ها اصابت کرده دو بوئینگ ۷۶۷ بودند. ساختمانی که در آن معمولاً حدود ۵۰٬۰۰۰ نفر کار می‌کردند و در روزهای کار حدود ۸۰٬۰۰۰ نفر دیگر نیز برای کارهای تجاری و خصوصی در آن حضور می‌یافتند، سرانجام پس از ساعت‌ها تخلیه شد. جریان برق درست پس از برخورد هواپیما قطع شد و به این خاطر افراد داخل ساختمان مجبور بودند برای نجات خود از دود و آتش از پله‌های اضطراری به بیرون از ساختمان بپرند. ارتفاع برج بیش از ۲۰۰ متر بود.

## نگارخانه

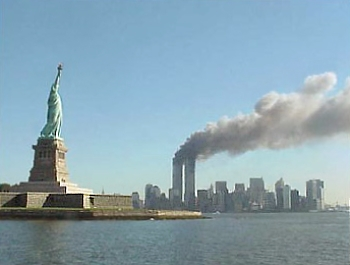
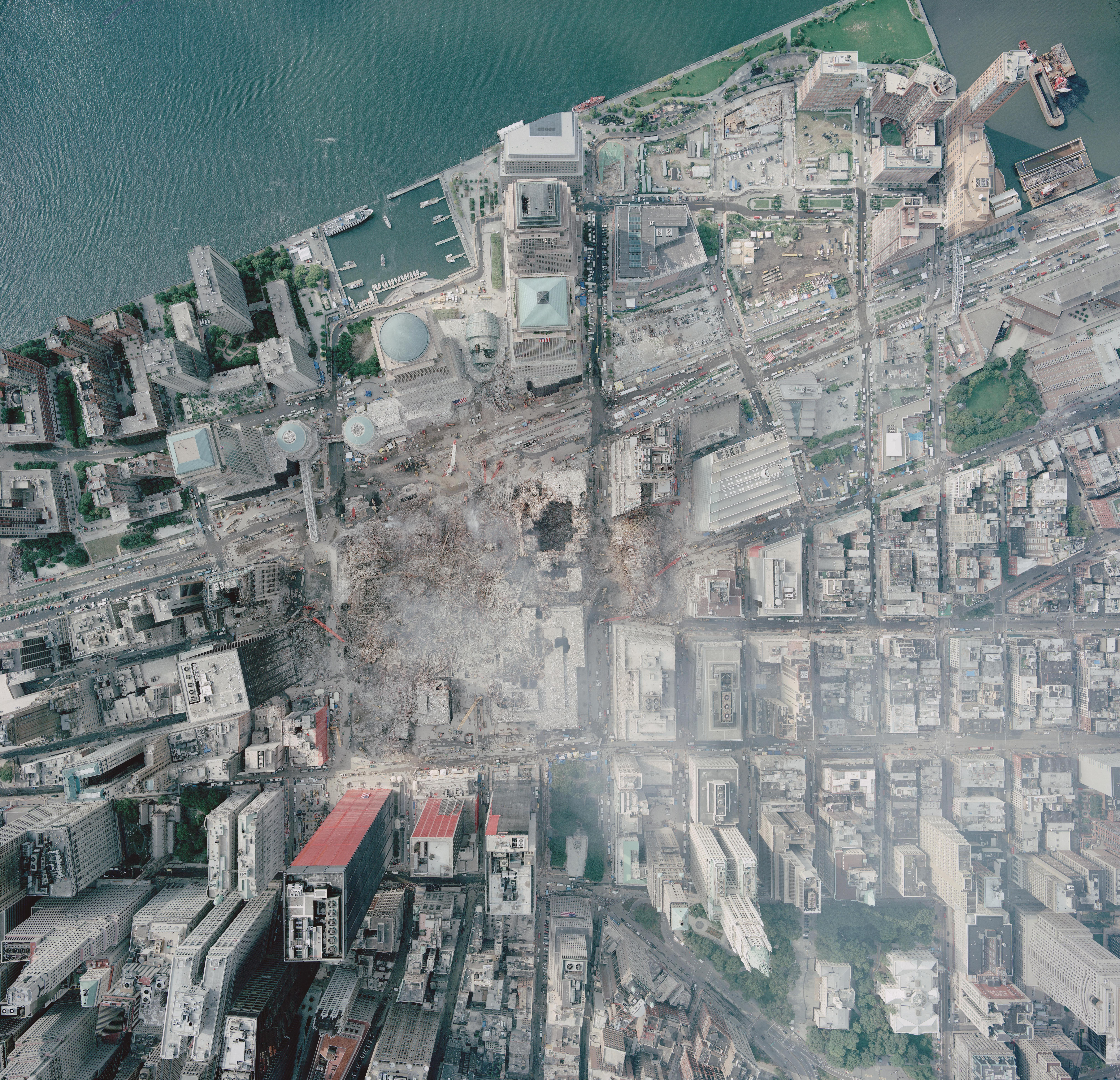
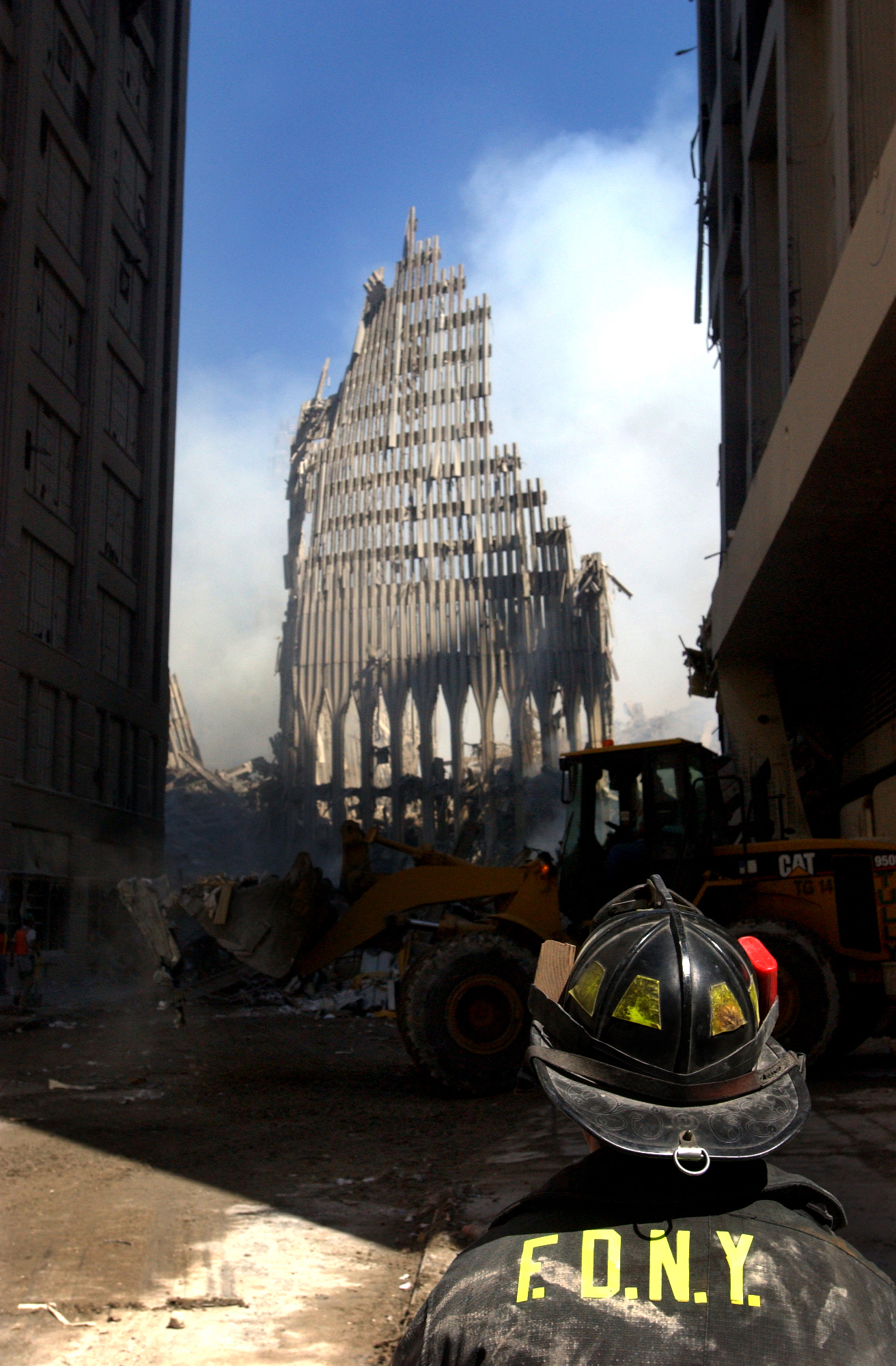
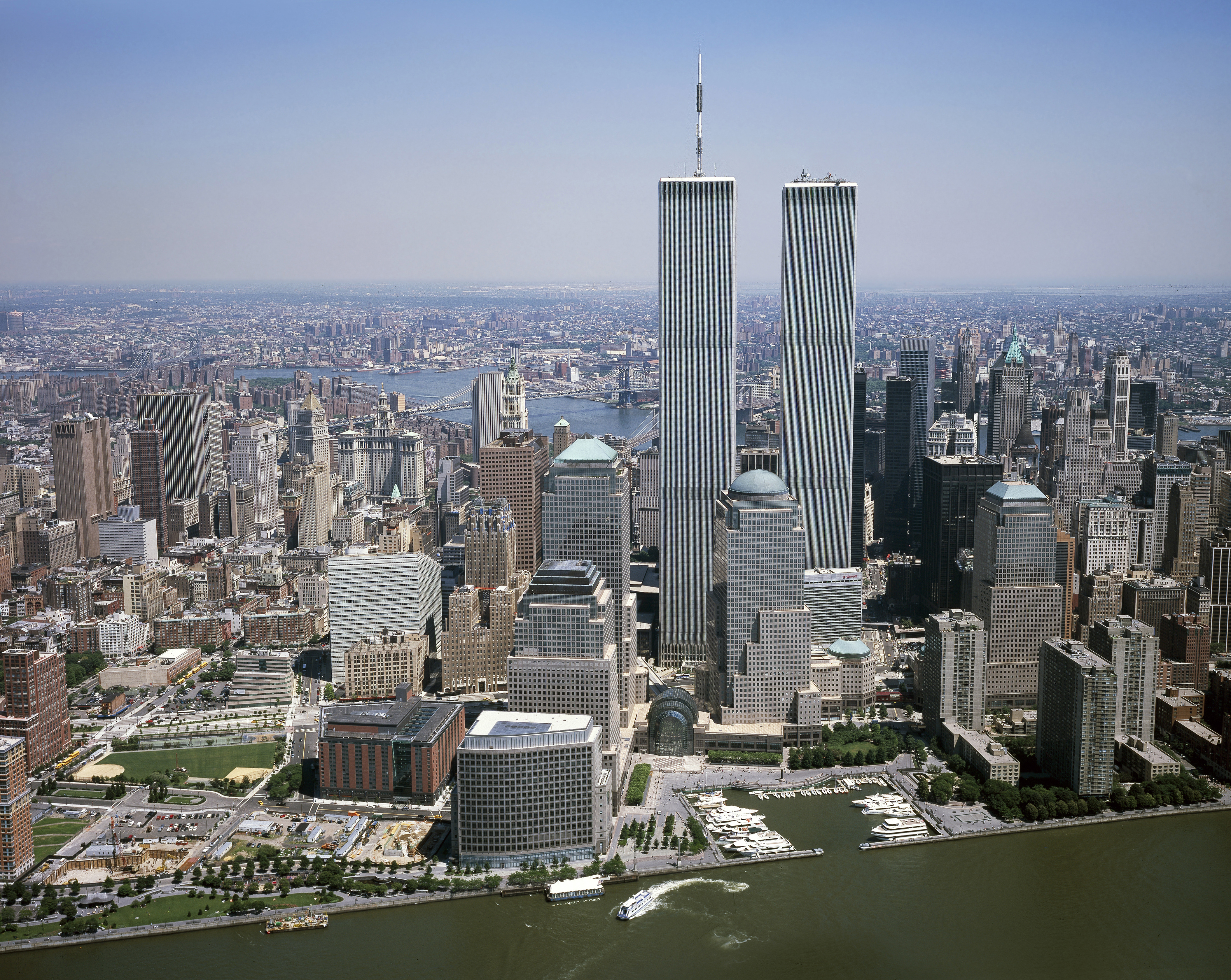
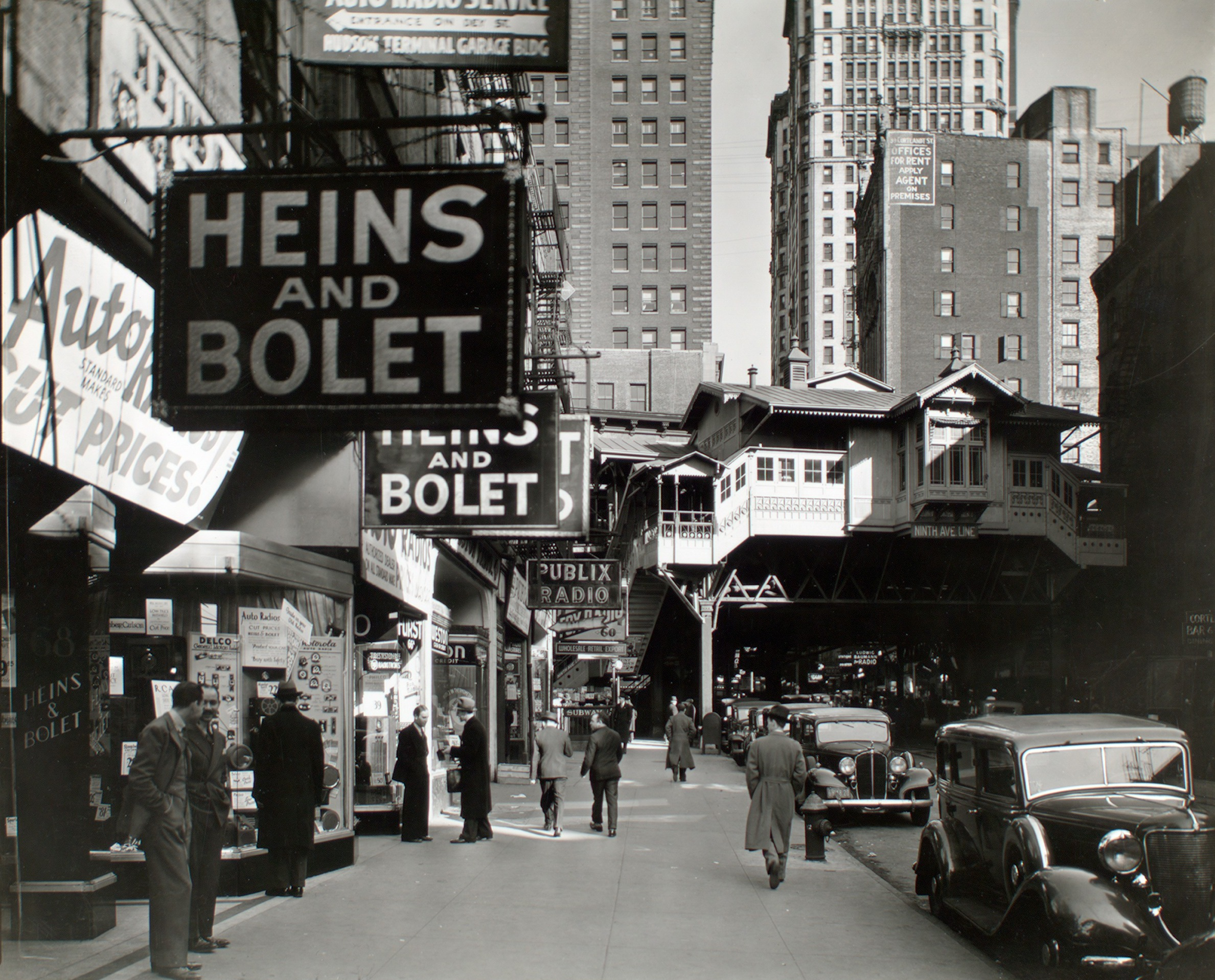
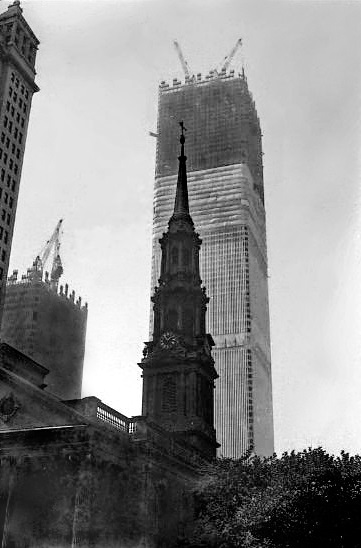
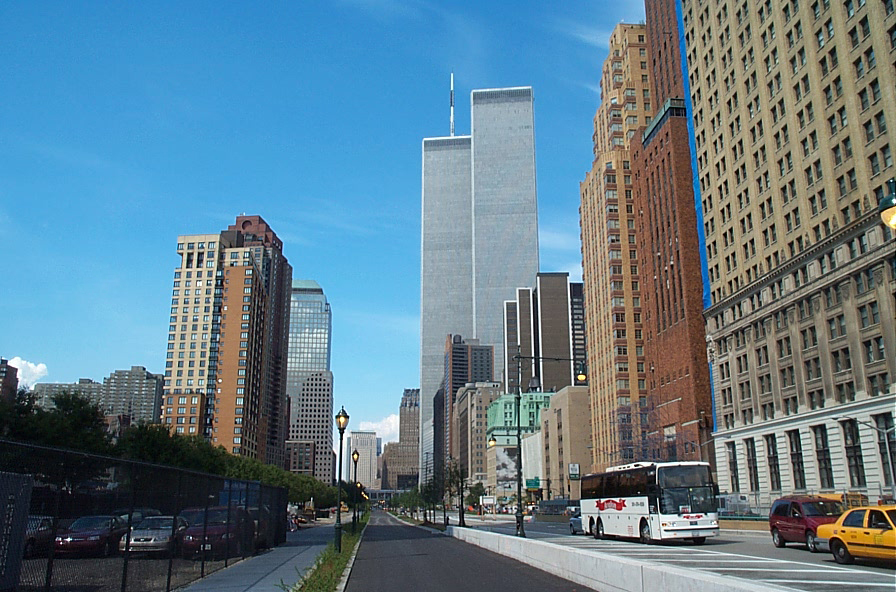
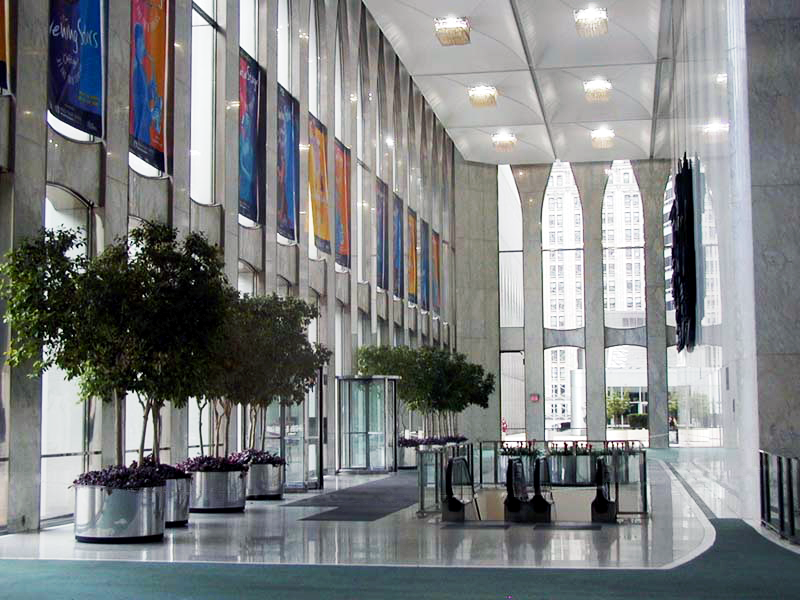
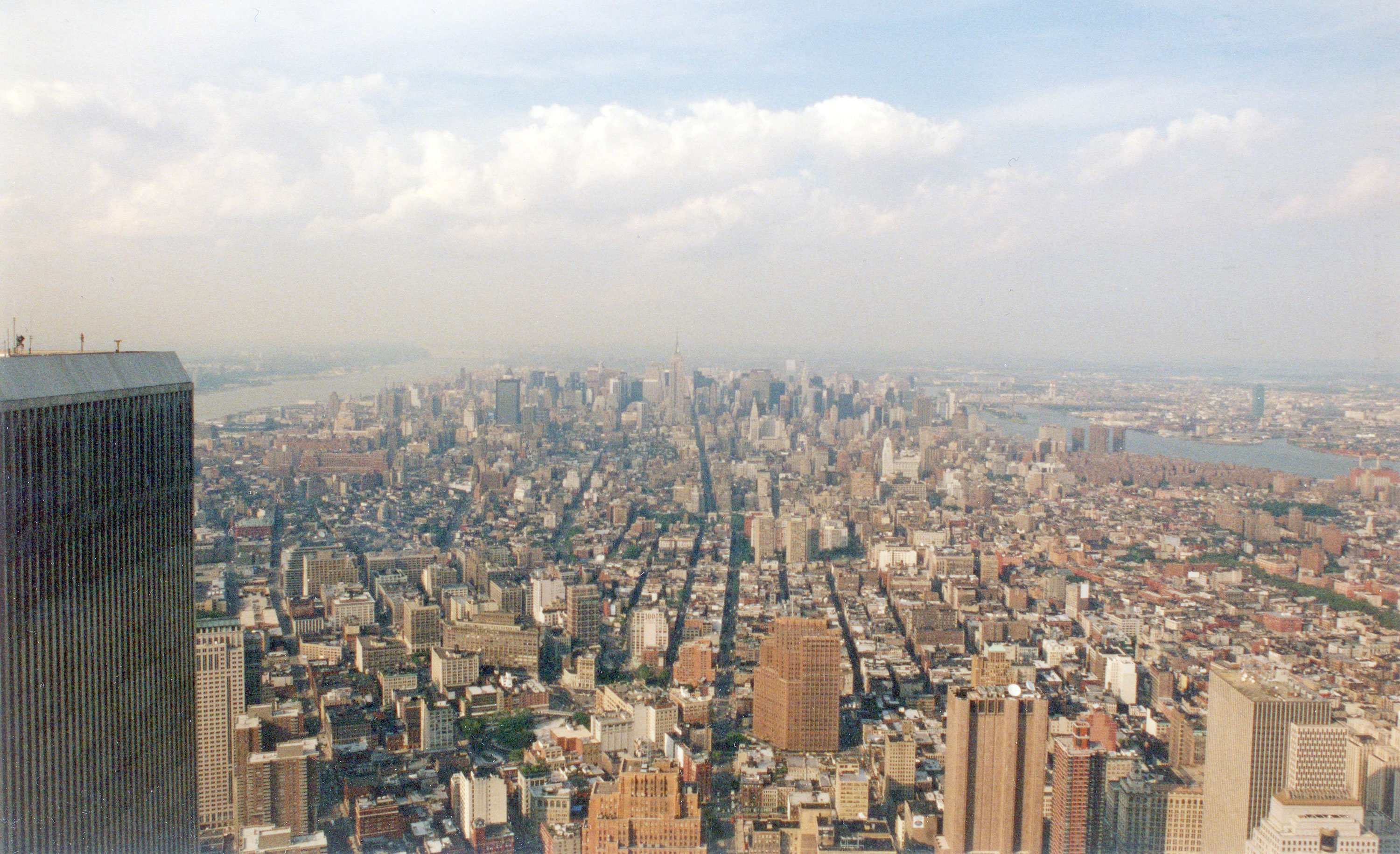
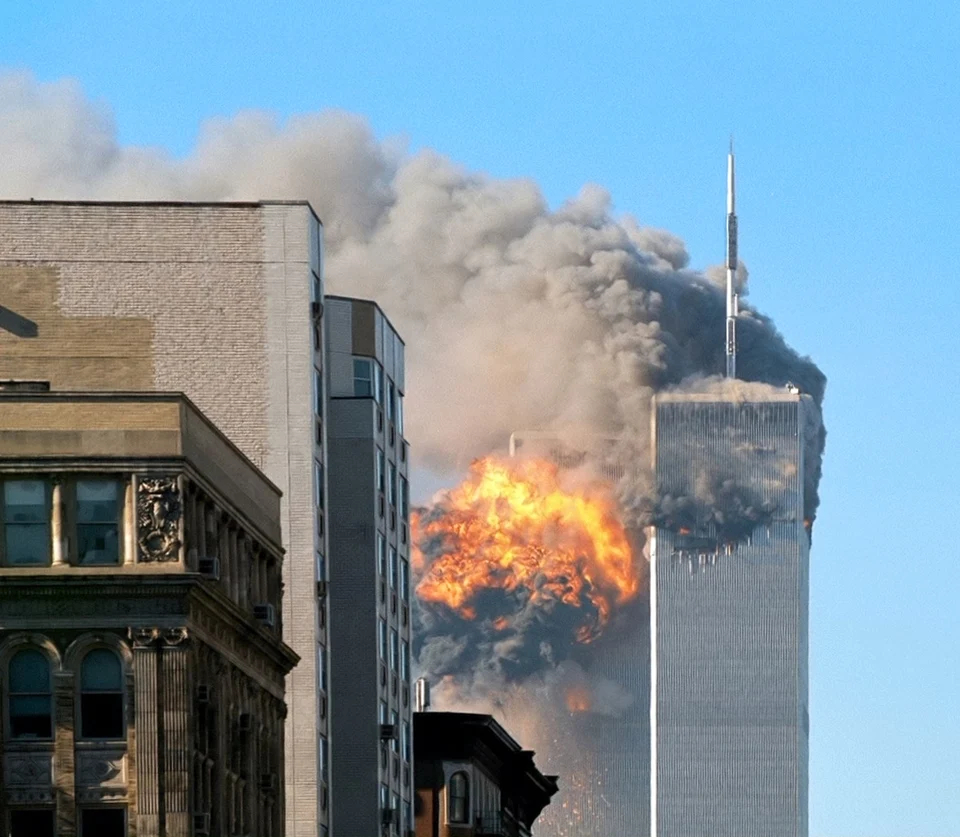
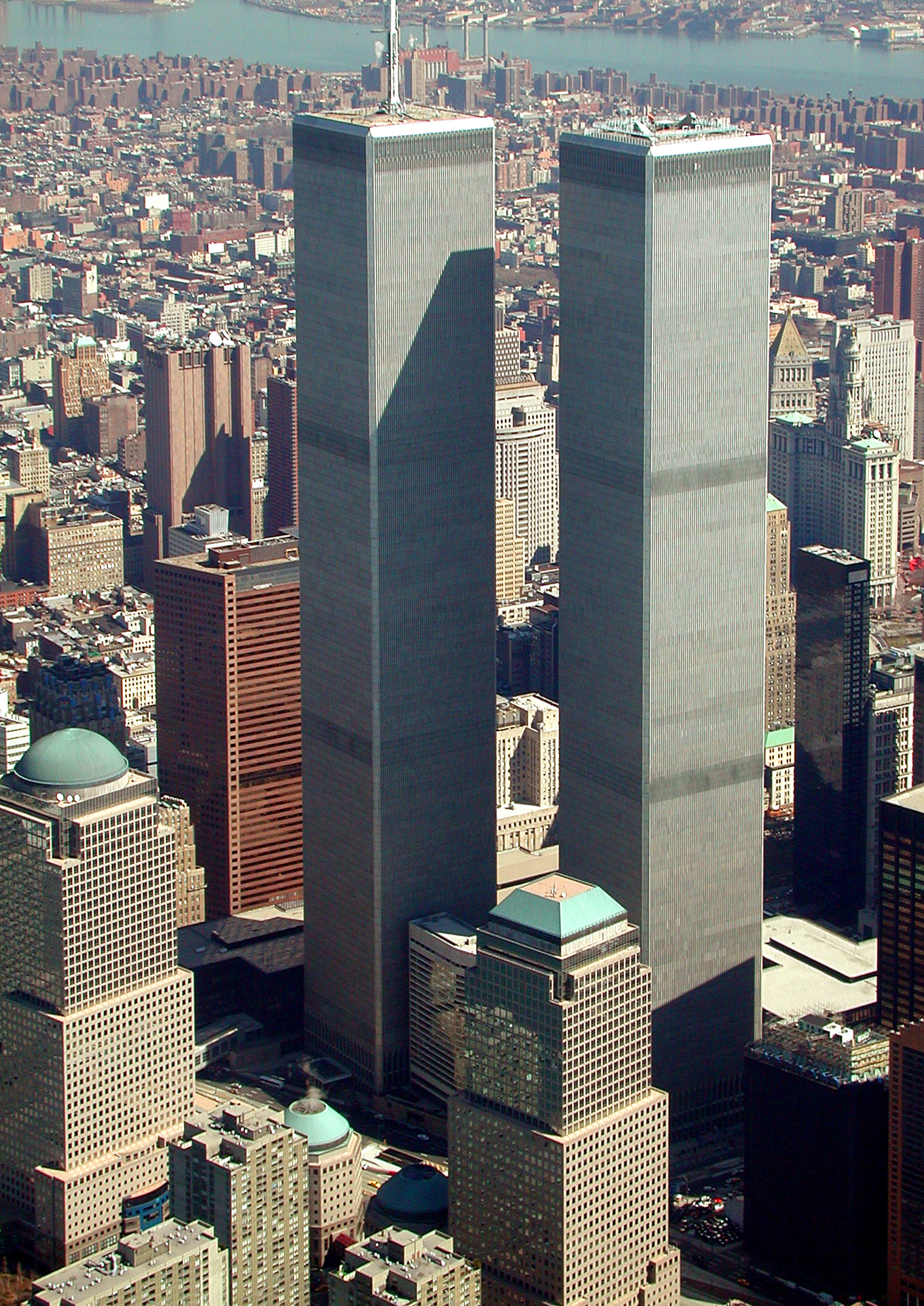